# 迴轉年代學
迴轉年代學（Gyrochronology）是以恆星自轉週期預測類似太陽的低質量恆星年齡方式。該詞由來於希臘語的 gyros, chronos 和 logos 的組合，意思分別是「旋轉，年齡和研究」。這個詞是於2003年由西德尼·巴恩斯提出以描述由恆星自轉研究其年齡的方式，再於2007年藉由經驗進一步擴充其內容。

## 概要
迴轉年代學是基於安德鲁·斯库曼尼奇（Andrew Skumanich）量測到的疏散星團的平均自轉速度（投影自轉速度 v sin i）與他們的年齡平方成反比。其中v sin i中的v指的是恆星赤道的自轉速度，i指的是恆星自轉軸與我們視線的夾角。迴轉年代學以 P 代表恆星週期以取代 v sin i，這是因為恆星的轉軸傾角 i 通常無法得知，因此恆星真實自轉速度 v 也無從得知。這個技術特殊的是它依賴於恆星真實質量和自轉的關聯，例如畢宿星團成員星早期恆星自轉研究。這兩者的改進大幅提升了以該法測定年齡的精確度，以迴轉年代學測定的恆星年齡被稱為「迴轉年齡」（Gyrochronological age）。
迴轉年代學的基本是來自於低溫主序星的自轉周期 P 是恆星年齡 t、質量 M（有時候可用色指數等適當參數取代）的函數。詳細的自轉關係則是旋轉週期會對特定年齡和質量公式快速收斂，在數學上可用關係式 P = P (t, M) 表示，即使恆星的初始自轉周期有一定的允許空間。因此，低溫恆星並不會完全占據三個參數空間（質量、年齡和週期），但是會占據其中兩個；因此，測量其中兩個變數就可以求得第三個。這些變量，例如質量（有時以色指數等代替）和自轉週期是以更容易被量測的方式量測以得知恆星的年齡，否則恆星年齡的估算將會相當困難。

## 延伸閱讀
- Barnes, Sydney. . The Astrophysical Journal. 2003, 586 (1): 464–479. Bibcode:2003ApJ...586..464B. arXiv:astro-ph/0303631 . doi:10.1086/367639.
- Barnes, Sydney. . The Astrophysical Journal. 2007, 669 (2): 1167–1189. Bibcode:2007ApJ...669.1167B. arXiv:0704.3068 . doi:10.1086/519295.
- Radick, Richard; Thompson, D. T.; Lockwood, G. W.; Duncan, D. K.; Baggett, W. E. . The Astrophysical Journal. 1987年10月, 321: 459–472. Bibcode:1987ApJ...321..459R. doi:10.1086/165645.
- Skumanich, Andrew. . The Astrophysical Journal. 1972年2月, 171: 565. Bibcode:1972ApJ...171..565S. doi:10.1086/151310.
- . Ames Research Center. NASA. 2010  [16 August 2011]. （原始内容存档于2013-01-28）.

## 外部連結
- Gyrochronology （页面存档备份，存于）